# East Cowes
East Cowes ist eine Stadt und eine Verwaltungseinheit auf der Isle of Wight in der Zeremoniellen Grafschaft Isle of Wight, England. East Cowes ist 7 km von Newport entfernt. Im Jahr 2021 hatte die Stadt eine Bevölkerung von 7702 Einwohnern. Im Jahr 2011 hatte die Verwaltungseinheit eine Bevölkerung von 7314 Einwohnern. Es ist von Cowes durch den Fluss Medina getrennt. Es hat eine Geschichte des Schiffbaus bis mindestens in die 1620er Jahre. 1998 wurde es eine Gemeinde.

## Persönlichkeiten
- Emich zu Leiningen (1866–1939), Fürst zu Leiningen und deutscher Standesherr